# Semerovo
Semerovo este o comună slovacă, aflată în districtul Nové Zámky din regiunea Nitra. Localitatea se află la altitudinea de 152 m deasupra n.m., se întinde pe o suprafață de 23,41 km2 și în 2017 număra 1.383 de locuitori.

## Istoric
Localitatea Semerovo este atestată documentar din 1210.

## Demografie
| An:                | 1994 | 2004   | 2014   | 2024   |
| ------------------ | ---- | ------ | ------ | ------ |
| Număr de persoane: | 1247 | 1365   | 1430   | 1309   |
| Diferență:         |      | +9,46% | +4,76% | −8,46% |

| An:                | 2023 | 2024   |
| ------------------ | ---- | ------ |
| Număr de persoane: | 1318 | 1309   |
| Diferență:         |      | −0,68% |